# Albert de Saxònia-Coburg Gotha

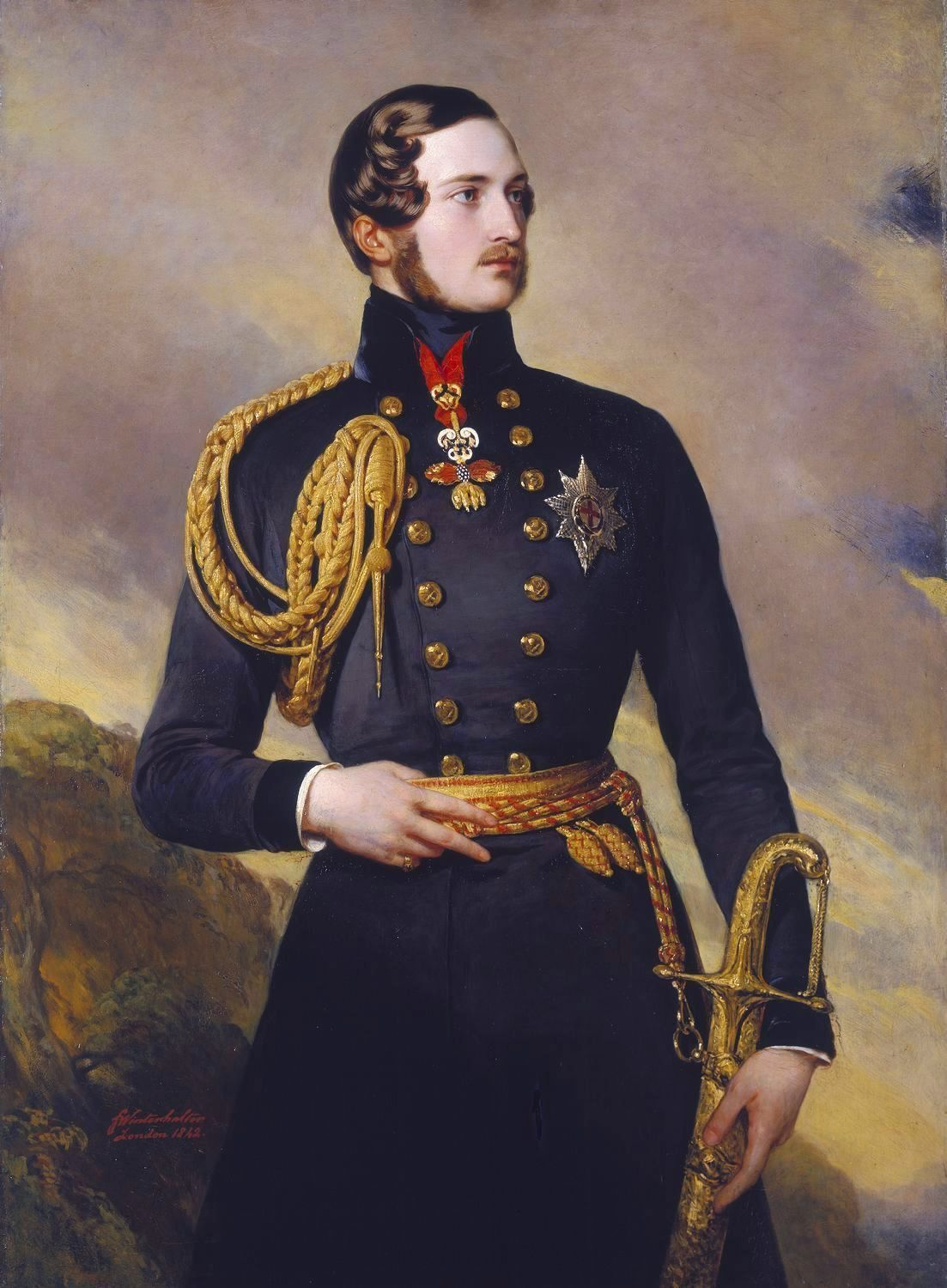
El príncep Albert de Saxònia-Coburg Gotha provenia d'un petit estat de caràcter semifeudal a l'actual Alemanya.

El príncep Albert de Saxònia-Coburg i Gotha (Castell de Rosenau, Coburg, 26 d'agost de 1819 - Castell de Windsor, 14 de desembre de 1861). Príncep de la Casa de Saxònia que esdevingué a conseqüència del seu matrimoni amb la reina Victòria I del Regne Unit, príncep consort del Regne Unit.

## Infància
Sa Altesa Sereníssima el príncep Albert de Saxònia-Coburg Gotha nasqué a Coburg al castell de Rosenau l'any 1819, essent fill del duc sobirà Ernest I de Saxònia-Coburg Gotha, senyor dels dominis de Coburg i Gotha als actuals länder de Baviera i de Turíngia, i de la princesa Lluïsa de Saxònia-Altenburg, filla del duc sobirà de Saxònia-Altenburg.
La seva infància la passà a Coburg, als castells de Rosenau i del Veste. Visqué en un ambient cultivat però extremadament inestable per la mala relació entre els seus progenitors, que protagonitzaren diversos intents de separacions i ruptures matrimonials.
Estudià a la Universitat de Bonn ciències naturals i econòmiques.

## Casament
La idea de casar un príncep d'un petit estat alemany amb l'hereva del regne més pròsper del món sorgí de l'oncle d'ambdós, el rei Leopold I de Bèlgica. La voluntat dels britànics era que la jove reina contragués matrimoni amb un príncep reial d'una família poc important dintre del sistema de relacions internacionals, per tal de no comprometre gaire el Regne Unit amb ningú i, a la vegada, no ofendre ningú en no distingir ningú. Únicament el rei Guillem IV del Regne Unit apostava per l'elecció del príncep Alexandre d'Orange.
Albert de Saxònia fou acceptat com un candidat ideal i casat amb la reina Victòria l'any 1840 a la Capella Reial del Palau de Saint-James a Londres. Fou creat Altesa Reial i Príncep del Regne Unit de la Gran Bretanya i d'Irlanda, però malgrat això ell escrigué: "Jo com a duc de Saxònia em sentia molt més important que si m'haguessin creat simplement duc de York o de Kent". L'any 1857 la reina Victòria l'elevà a la categoria de príncep consort.
La parella tingué nou fills:
- SAR la princesa reial Victòria del Regne Unit, reina de Prússia i emperadriu d'Alemanya (Londres 1840 - Berlín 1901). Es casà l'any 1858 amb el príncep Frederic de Prússia, que esdevindria rei de Prússia i emperador d'Alemanya amb el nom de Frederic III de Prússia.

- SM el rei Eduard VII del Regne Unit. Nascut a Londres el 1841 i mort l'any 1910, es casà amb la princesa Alexandra de Dinamarca

- SAR la princesa Alícia del Regne Unit, que esdevindria gran duquessa de Hessen-Darmstadt. Nascuda a Londres el 1843 i morta a Darmstadt el 1878, es casà amb el gran duc Lluís IV de Hessen-Darmstadt l'any 1862.

- SAR el príncep Alfred del Regne Unit heretà els títols de la família paterna i es convertí en duc de Saxònia-Coburg Gotha i duc d'Edimburg per atorgació materna. Nascut a Londres el 1844 i mort a Coburg l'any 1900. Casat amb la gran duquessa Maria de Rússia des de l'any 1874.

- SAR la princesa Helena del Regne Unit, que es convertí en princesa de Schleswig-Holstein a causa del seu casament amb Cristià de Schleswig-Holstein l'any 1866. Nascuda a Londres el 1846 i morta l'any 1923.

- SAR la princesa Lluïsa del Regne Unit, nascuda a Londres el 1848 i morta el desembre de 1939, es casà amb lord John Douglas-Sutherland-Campbell, duc d'Argyll l'any 1871.

- SAR el príncep Artur del Regne Unit, duc de Connaught, nascut a Londres el 1850 i mort l'any 1942, es casà l'any 1879 amb la princesa Lluïsa Margarida de Prússia.

- SAR el príncep Leopold del Regne Unit, duc d'Albany, nascut a Londres el 1853 i mort a Cannes el 1884 a causa de l'hemofília que patia. Es casà el 1882 amb la princesa Helena de Waldeck-Pyrmont.

- SAR la princesa Beatriu del Regne Unit, princesa de Battenberg. Nascuda a Londres el 1857 i morta a Balcombe, Sussex, l'any 1944. Es casà el 1885 amb el príncep Enric de Battenberg.

## Obra de Govern
Malgrat que no tenia un paper constitucional definit, el príncep Albert va portar a terme una important tasca de promoció de la cultura, la ciència i l'art. Ell va ser un dels principals promotors de la Gran Exposició de Londres de 1851, va aconseguir l'ajuda de la Cambra dels Lords i dels Comuns, poc proclius a permetre la realització d'aquest esdeveniment, i sens dubte gran part de l'èxit es degué a la seva constància.
El príncep Albert donà suport a múltiples activitats educatives. Desenvolupà nombrosos projectes per tal de millorar la hisenda reial i explotar al màxim les nombroses propietats rurals de la família reial britànica, millorà les rendes provinents del ducat de Cornualles i remodelà els mètodes productius de les hisendes rurals de Balmoral, Windsor i Osborne. Obra seva és la restauració general que beneficià els castells i palaus de la família reial britànica, entre els quals destacaren els de Balmoral, Windsor i Sandringham.
Políticament parlant, influencià enormement a la seva muller i tendí a donar suport als conservadors. El príncep morí l'any 1861 a causa d'unes febres tifoides.
Amb el casament entre el príncep Albert i la reina Victòria es produí el canvi de dinastia al Regne Unit, la casa Wettin o de Saxònia-Coburg Gotha va substituir la casa de Hannover o Güelph.